# Combustibilidad e inflamabilidad

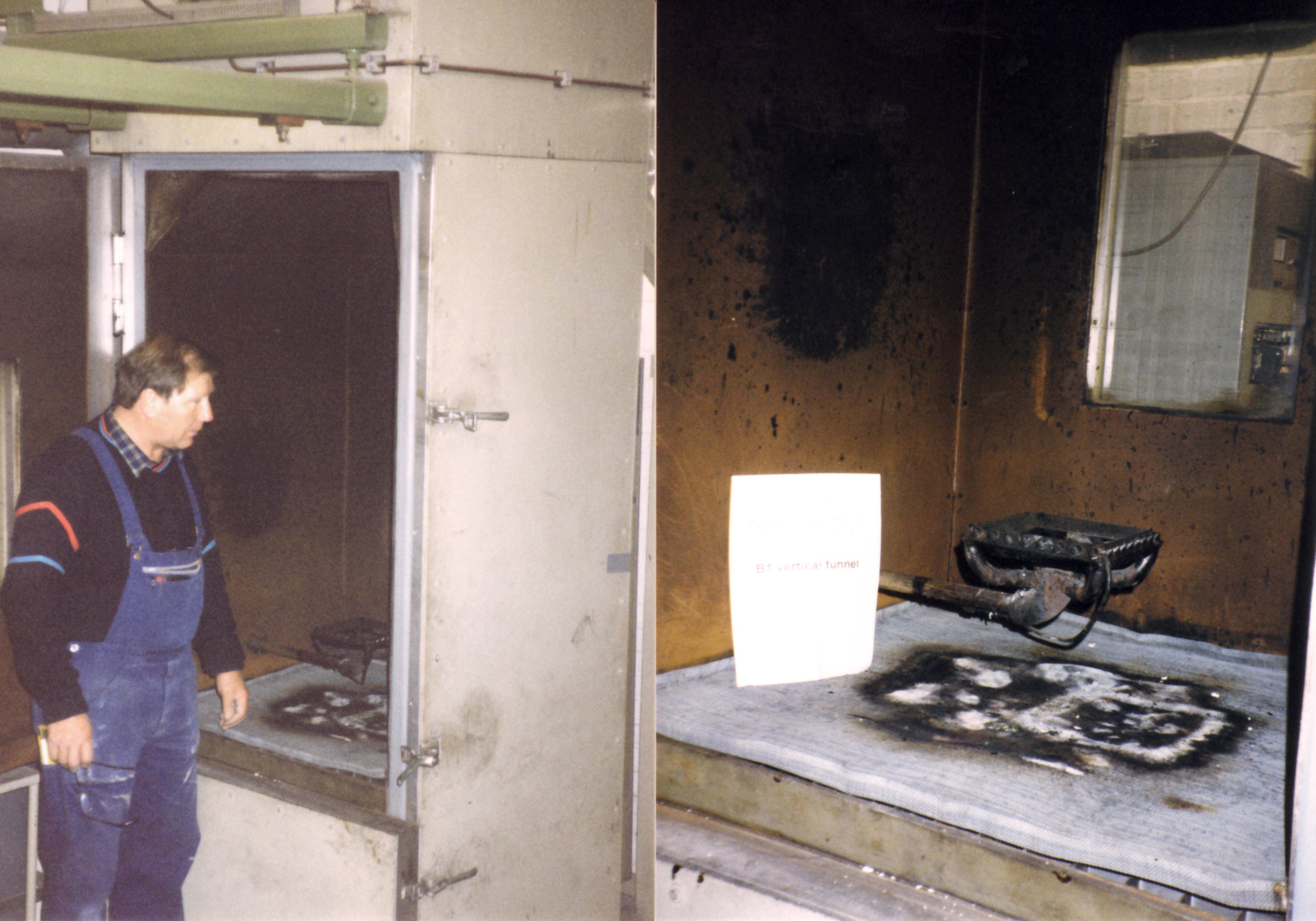
Horno de eje vertical DIN4102 Clase de inflamabilidad B1 en Technische Universität Braunschweig, Alemania

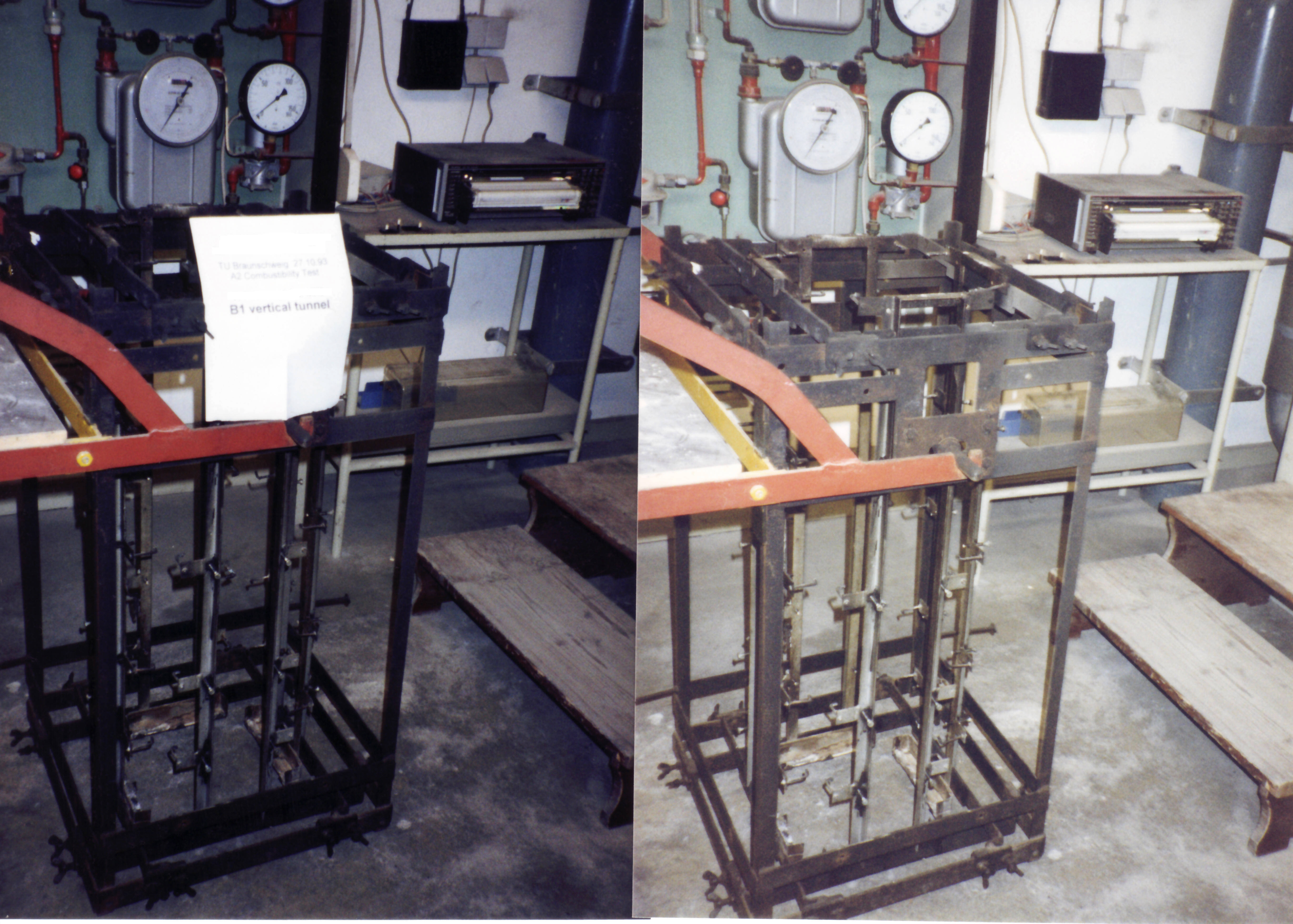
Portamuestras para horno de eje vertical DIN4102 Clase de inflamabilidad B1

El pictograma internacional para productos químicos inflamables.

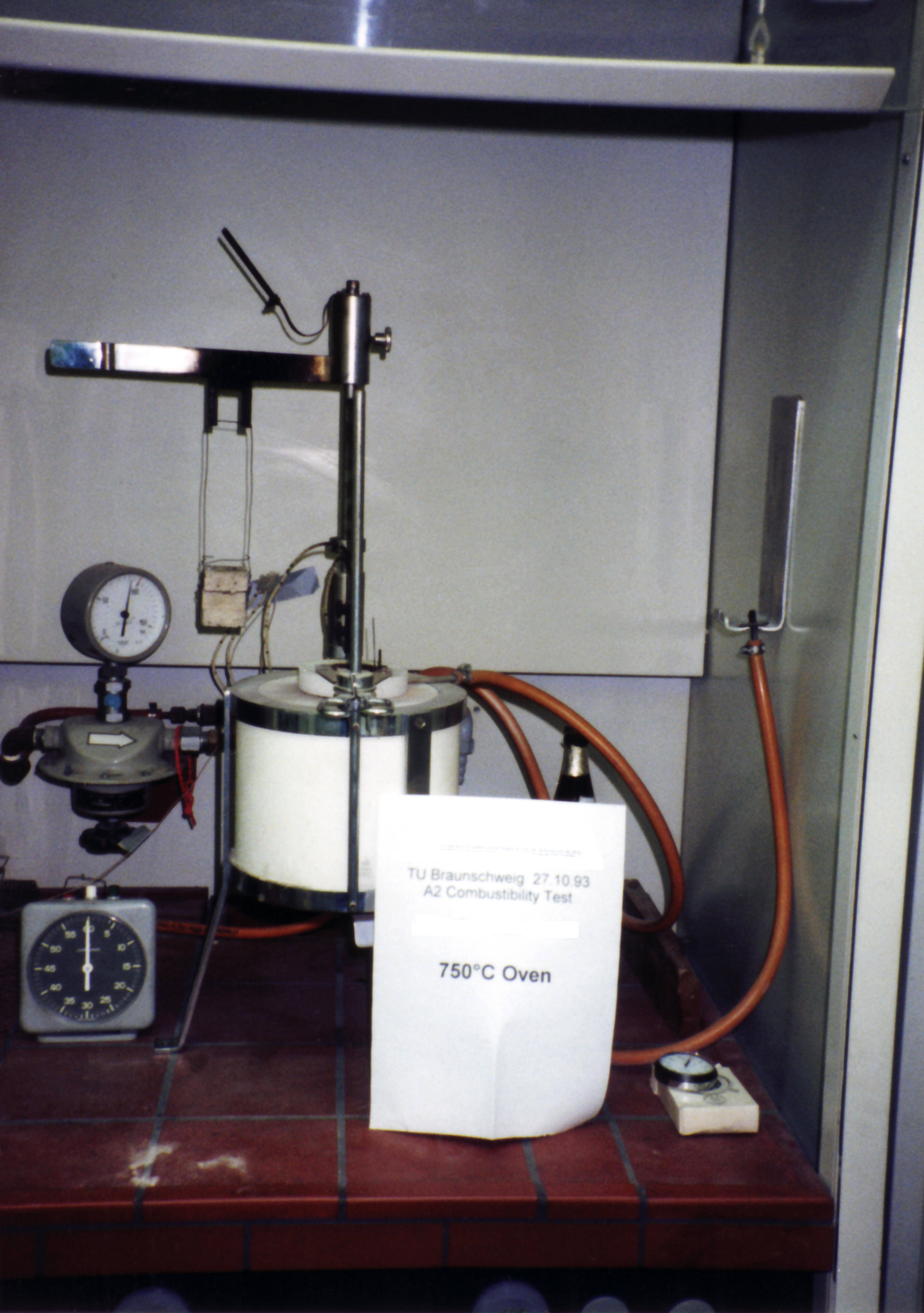
Aparato de prueba alemán para determinar la combustibilidad en la Technische Universität Braunschweig

Un material combustible es un material que puede arder (es decir, sostener una llama) en el aire bajo ciertas condiciones. Un material es inflamable si se enciende fácilmente a temperatura ambiente. En otras palabras, un material combustible se enciende con cierto esfuerzo y un material inflamable se incendia inmediatamente al exponerse a las llamas.
El grado de inflamabilidad en el aire depende en gran medida de la volatilidad del material; esto está relacionado con la presión de vapor específica de su composición, que depende de la temperatura. La cantidad de vapor producido se puede mejorar aumentando la superficie del material que forma una niebla o polvo. Usando como ejemplo la madera. El polvo de madera finamente dividido puede sufrir llamas explosivas y producir una onda expansiva. Un trozo de papel se prende fuego con bastante facilidad. Un escritorio de roble pesado es mucho más difícil de encender, aunque la fibra de madera es la misma en los tres materiales.
Hasta mediados del siglo XVIII, se daba por hecho que el material "desaparecía" cuando se quemaba, ya que solo queda la ceniza. La masa original de material inflamable y la masa de oxígeno necesaria para las llamas son iguales a la masa de los productos de la llama (cenizas, agua, dióxido de carbono y otros gases). Antoine Lavoisier afirmó que Nada se pierde, nada se crea, todo se transforma, lo que más tarde se conocería como ley de conservación de la masa. Lavoisier utilizó el hecho experimental de que algunos metales ganaban masa cuando se quemaban para respaldar sus ideas.

## Definiciones
Históricamente, inflamable y combustible significaban capaz de arder. La palabra "inflamable" vino del latín inflammāre = "prender fuego".Se puede pensar erróneamente que la palabra "inflamable" significa "no inflamable". Los antónimos de "inflamable" incluyen: no inflamable, no inflamable, incombustible, no combustible, no inflamable e ignífugo.
Inflamable se aplica a materiales combustibles que se encienden fácilmente y, por lo tanto, son más peligrosos y están más regulados. Los materiales que se encienden con menos facilidad y que se queman con menos fuerza son combustibles. Por ejemplo, en Estados Unidos los líquidos inflamables, por definición, tienen un punto de inflamación inferior a 100 grados Fahrenheit (37,8 °C) —donde los líquidos combustibles tienen un punto de inflamación superior a 100 grados Fahrenheit (37,8 °C). Los sólidos inflamables son sólidos que son fácilmente combustibles o que pueden provocar o contribuir al incendio mediante la fricción. Los sólidos fácilmente combustibles son sustancias en polvo, granulares o pastosas que se encienden fácilmente por contacto breve con una fuente de ignición, como una cerilla encendida, y propagan la llama rápidamente. Las definiciones técnicas varían entre países, por lo que las Naciones Unidas crearon el Sistema Globalmente Armonizado de Clasificación y Etiquetado de Productos Químicos, que define la temperatura del punto de inflamación de los líquidos inflamables entre 0 y 140 grados Fahrenheit (60,0 °C) y líquidos combustibles entre 140 grados Fahrenheit (60,0 °C) y 200 grados Fahrenheit (93,3 °C).

## Inflamabilidad
La inflamabilidad es la facilidad con la que una sustancia combustible puede encenderse, provocando un incendio o una combustión o incluso una explosión. El grado de dificultad necesario para provocar la combustión de una sustancia se cuantifica mediante ensayos de fuego. Las calificaciones obtenidas se utilizan en códigos de construcción, requisitos de seguros, códigos contra incendios y otras regulaciones que rigen el uso de materiales de construcción, así como el almacenamiento y manipulación de sustancias altamente inflamables dentro y fuera de estructuras y en el transporte terrestre y aéreo. Por ejemplo, cambiar una ocupación alterando la inflamabilidad de los contenidos requiere que el propietario de un edificio solicite un permiso de construcción para asegurarse de que la base general de diseño de protección contra incendios de la instalación pueda tener en cuenta el cambio.

### Clasificación de inflamabilidad
El gobierno de EE. UU. utiliza el estándar del Sistema de Identificación de Materiales Peligrosos (HMIS) para las clasificaciones de inflamabilidad, al igual que muchas agencias reguladoras de EE. UU. y también la Asociación Nacional de Protección contra Incendios de EE. UU. (NFPA).
Las calificaciones son las siguientes:
| Clasificación | Grado de inflamabilidad | Ejemplos                               |
| ------------- | --- | -------------------------------------- |
| 0             | Materiales que no se queman | agua                                   |
| 1             | Materiales que deben precalentarse antes de encenderse.                                                                                             | aceites lubricantes, aceites de cocina |
| 2             | Materiales que deben calentarse moderadamente o exponerse a temperaturas ambiente relativamente altas antes de encenderse.                          | diésel                                 |
| 3             | Líquidos y sólidos que pueden encenderse en casi todas las condiciones de temperatura.                                                              | gasolina, acetona                      |
| 4             | Materiales que se vaporizan rápidamente a presión atmosférica y temperaturas normales, o se dispersan fácilmente en el aire y se queman fácilmente. | gas natural, propano, butano           |

### Ejemplos de sustancias inflamables
Las sustancias inflamables incluyen, entre otras:
- Gasolina / una mezcla de hidrocarburos que incluye isómeros de octano, C8H18
- Etanol / CH3CH2OH
- Caucho natural
- Alcohol isopropílico / CH3CH(OH)CH3
- Metanol / CH3OH
- Madera
- Acetona / CH3COCH3
- Papel
- Nitrometano / CH3NO2

### Ejemplos de líquidos no inflamables
- Agua
- Tetracloruro de carbono

### Inflamabilidad de la tela
Los textiles ligeros con superficies porosas son los tejidos más inflamables. La lana es menos inflamable que el algodón, el lino, la seda o la viscosa (rayón). El poliéster y el nailon resisten la ignición y se derriten en lugar de incendiarse. El acrílico es la fibra sintética más inflamable.

### Pruebas
Se puede realizar una prueba de fuego para determinar el grado de inflamabilidad. Los estándares de prueba utilizados para hacer esta determinación:
- Pruebas de inflamabilidad UL 94 de Underwriters Laboratories
- Comisión Electrotécnica Internacional IEC 60707, 60695-11-10 y 60695-11-20
- Organización Internacional de Normalización ISO 9772 y 9773.
- Asociación Nacional de Protección contra Incendios NFPA 287 Métodos de prueba estándar para medir la inflamabilidad de materiales en salas blancas utilizando un aparato de propagación de incendios (FPA)
- NFPA 701: Métodos estándar de pruebas de fuego para la propagación de llamas de textiles y películas
- NFPA 850: Práctica recomendada para la protección contra incendios de plantas de generación eléctrica y estaciones convertidoras de corriente continua de alto voltaje

## Combustibilidad
La combustibilidad es una medida de la facilidad con la que una sustancia estalla en llamas, mediante fuego o combustión. Esta es una propiedad importante a considerar cuando una sustancia se utiliza para la construcción o se almacena. También es importante en procesos que producen sustancias combustibles como subproducto. Generalmente, se requieren precauciones especiales para sustancias que son fácilmente combustibles. Estas medidas pueden incluir la instalación de rociadores contra incendios o almacenamiento alejado de posibles fuentes de ignición.
Se pueden seleccionar sustancias con baja combustibilidad para construcciones donde se debe reducir el riesgo de incendio, como edificios de apartamentos, casas u oficinas. Si se utilizan recursos combustibles hay mayores posibilidades de accidentes por incendio y muertes. Se prefieren sustancias resistentes al fuego para materiales de construcción y mobiliario.

### Material no combustible
Un material no combustible es una sustancia que no se enciende, no quema, no favorece la combustión ni libera vapores inflamables cuando se somete al fuego o al calor, en la forma en que se utiliza y en las condiciones previstas. Cualquier sustancia sólida que cumpla con cualquiera de los dos conjuntos de criterios de aprobación enumerados en la Sección 8 de ASTM E 136 cuando la sustancia se prueba de acuerdo con el procedimiento especificado en ASTM E 136 se considera no combustible.

### Polvo combustible
El polvo combustible se ha definido como: 
...un material sólido compuesto de partículas o trozos distintos, independientemente de su tamaño, forma o composición química, que presenta un riesgo de incendio o deflagración cuando se suspende en el aire o en algún otro medio oxidante en un rango de concentraciones. 
Varios procesos industriales producen polvo combustible como subproducto. El más común es el polvo de madera. Además de la madera, los polvos combustibles incluyen metales, especialmente magnesio, titanio y aluminio, así como otros polvos a base de carbono. Se conocen al menos 140 sustancias que producen polvo combustible. Si bien las partículas de un polvo combustible pueden ser de cualquier tamaño, normalmente tienen un diámetro inferior a 420 µm.
Cuando se suspenden en el aire (o en cualquier ambiente oxidante), las partículas finas de polvo combustible presentan un potencial de explosión. El polvo acumulado, incluso cuando no está suspendido en el aire, sigue siendo un peligro de incendio. Los colectores diseñados para reducir el polvo en el aire representan más del 40 por ciento de todas las explosiones de polvo. Otros procesos importantes son la molienda y pulverización, el transporte de polvos, el llenado de silos y contenedores (que produce el polvo) y la mezcla y combinación de polvos.

## Características importantes

### Punto de inflamabilidad
El punto de inflamación de un material mide qué tan fácil es encender el vapor del material a medida que se evapora en la atmósfera. Se define como la temperatura del material más baja requerida para que los aceites combustibles en los materiales comiencen a emitir vapores inflamables en una cantidad lo suficientemente alta como para soportar un destello de fuego cuando se enciende por una fuente externa. Un punto de inflamación más bajo indica una mayor inflamabilidad. Materiales con puntos de inflamación inferiores a 100 grados Fahrenheit (37,8 °C)   están regulados como riesgos potenciales en el lugar de trabajo.

### Punto de llama
El punto de inflamación de un material es un valor de temperatura al que se puede mantener una llama sostenida en el material una vez encendido por una fuente externa. Una vez que se alcanza el punto de inflamación de un material, produce suficientes vapores de combustible o aceites para soportar una combustión continua.

### Inflamabilidad o rango explosivo
El límite inferior de inflamabilidad o límite inferior de explosividad (LFL/LEL) representa la concentración más baja de vapor de aire a combustible requerida para que se produzca la combustión cuando se enciende por una fuente externa, para cualquier producto químico en particular. Cualquier concentración inferior a esta no podría producir llamas ni provocar combustión. El límite superior de inflamabilidad o límite superior de explosividad (UFL/UEL) representa la concentración más alta de vapor de aire a combustible en la que puede tener lugar la combustión cuando se enciende por una fuente externa. Cualquier mezcla de combustible y aire superior a esta estaría demasiado concentrada para provocar una combustión. Los valores existentes entre estos dos límites representan el rango de inflamabilidad o explosividad. Dentro de este umbral, dada una fuente de ignición externa, es probable que se produzca la combustión del combustible en particular.

### Presión de vapor
La presión de vapor de un líquido, que varía con su temperatura, es una medida de cuánto tiende a concentrarse el vapor del líquido en la atmósfera circundante a medida que el líquido se evapora. La presión de vapor es un determinante importante del punto de inflamación y del punto de inflamación, y presiones de vapor más altas conducen a puntos de inflamación más bajos y índices de inflamabilidad más altos.

## Códigos
El Consejo de Código Internacional (ICC) desarrolló requisitos del código contra incendios para brindar protección adecuada al edificio y a sus ocupantes. Estos códigos especifican la clasificación de combustibilidad de los materiales, los requisitos de entrada y salida, así como los requisitos de protección activa contra incendios, junto con muchas otras cosas. 
Para los edificios existentes, los códigos contra incendios se centran en mantener las ocupaciones como se pretendía originalmente. En otras palabras, si una parte de un edificio fuera diseñada como un apartamento, no se podría cargarla repentinamente con líquidos inflamables y convertirla en una instalación de almacenamiento de gas, porque la carga de fuego y el desarrollo de humo en ese apartamento serían tan inmensos como sobrecargar tanto los medios de protección activa contra incendios como los medios de protección pasiva contra incendios del edificio. El manejo y uso de sustancias inflamables dentro de un edificio está sujeto al código de incendios local, que normalmente es aplicado por el oficial de prevención de incendios local.

### Pruebas de fuego
Varios países cuentan con pruebas para determinar la incombustibilidad de los materiales. La mayoría implica el calentamiento de una cantidad específica de la muestra de prueba durante un período determinado. Normalmente, el material no debe soportar la combustión y no debe perder más de una determinada cantidad de masa. Como regla general, el hormigón, el acero y la cerámica (es decir, las sustancias inorgánicas) pasan estas pruebas, por lo que los códigos de construcción los catalogan como adecuados y, a veces, incluso exigen su uso en determinadas aplicaciones.

## Categorización de materiales de construcción

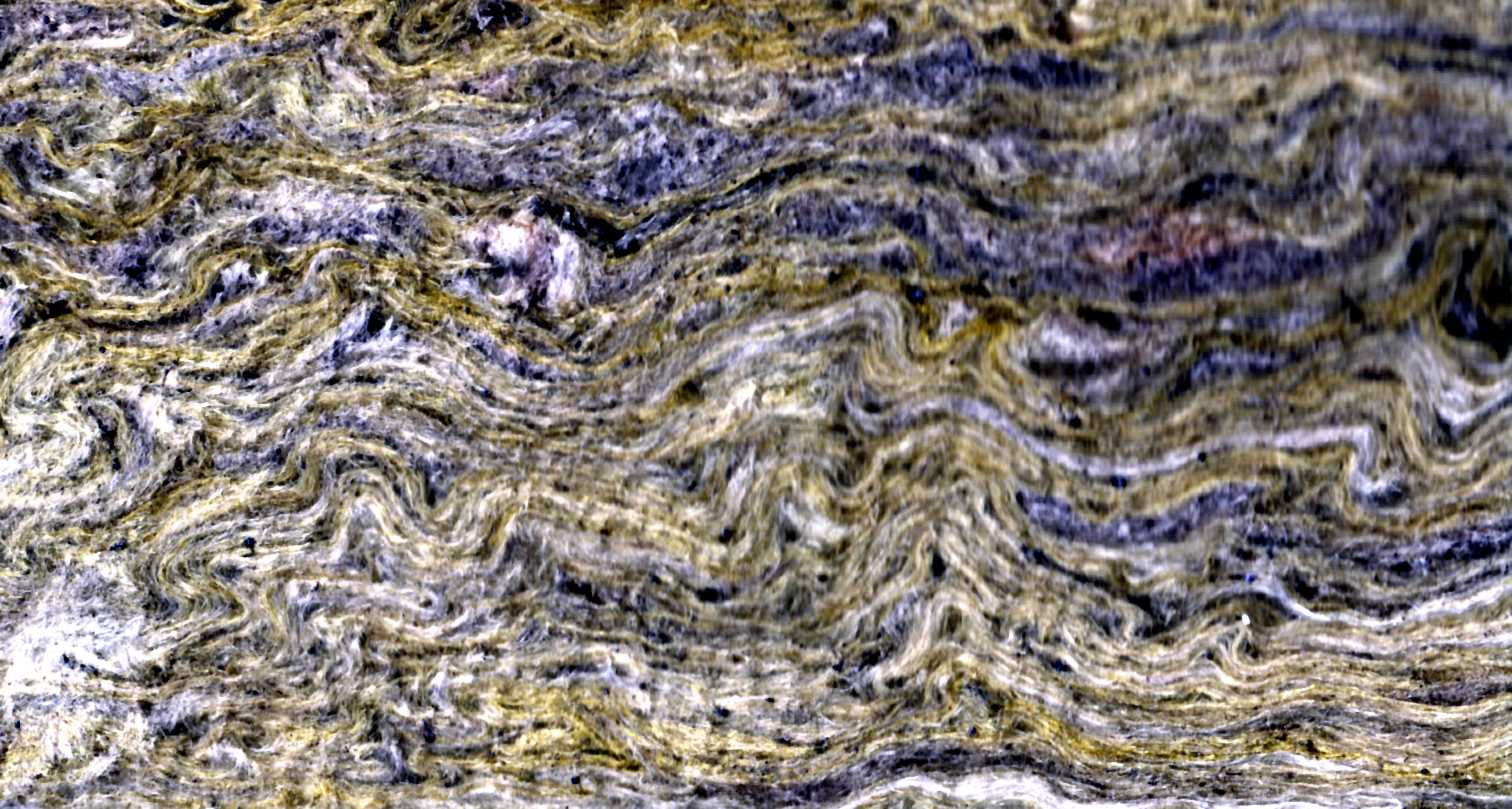
DIN 4102 A1 lana de roca incombustible
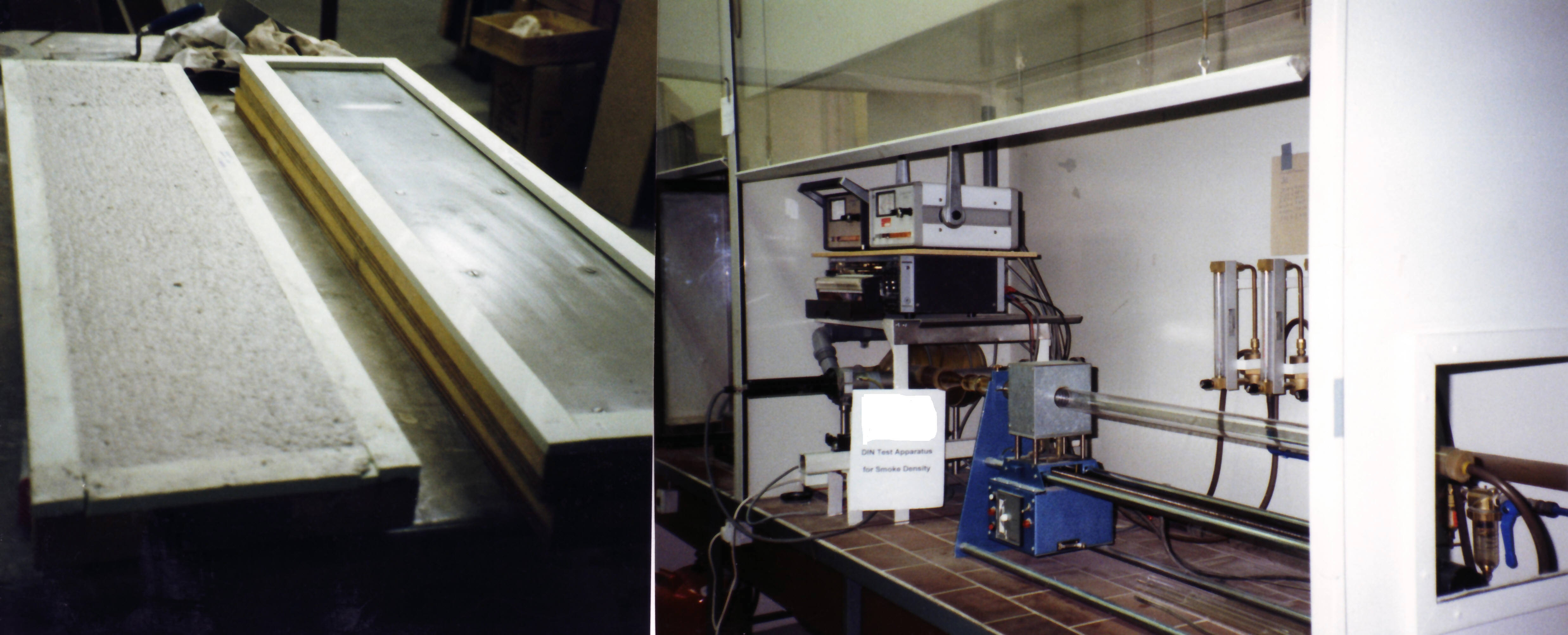
Yeso ignífugo DIN4102 A2 leudado con perlas de poliestireno
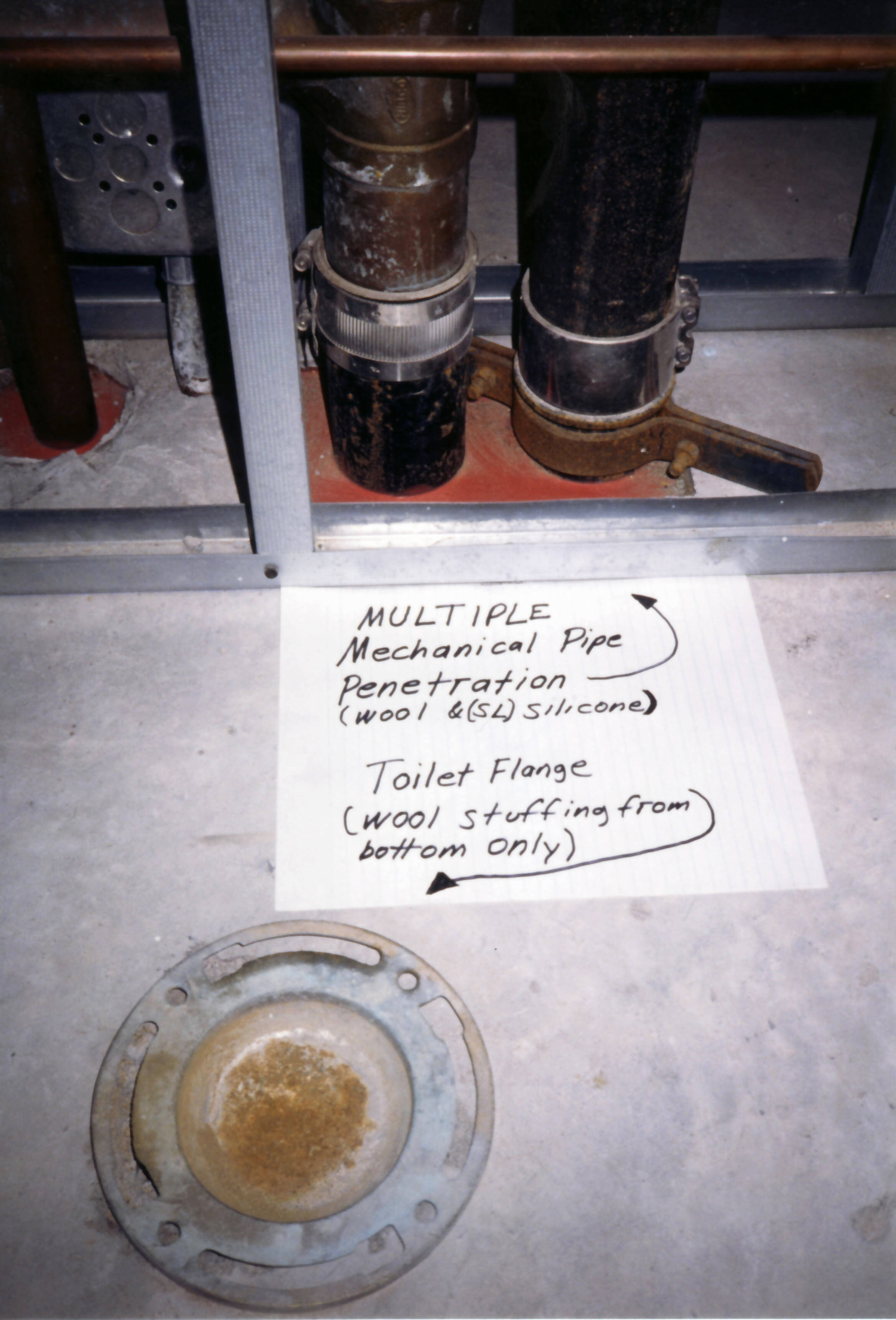
DIN 4102 B1 (difícil de encender/a menudo autoextinguible) Masilla de silicona utilizada como componente para impedir la penetración de tuberías
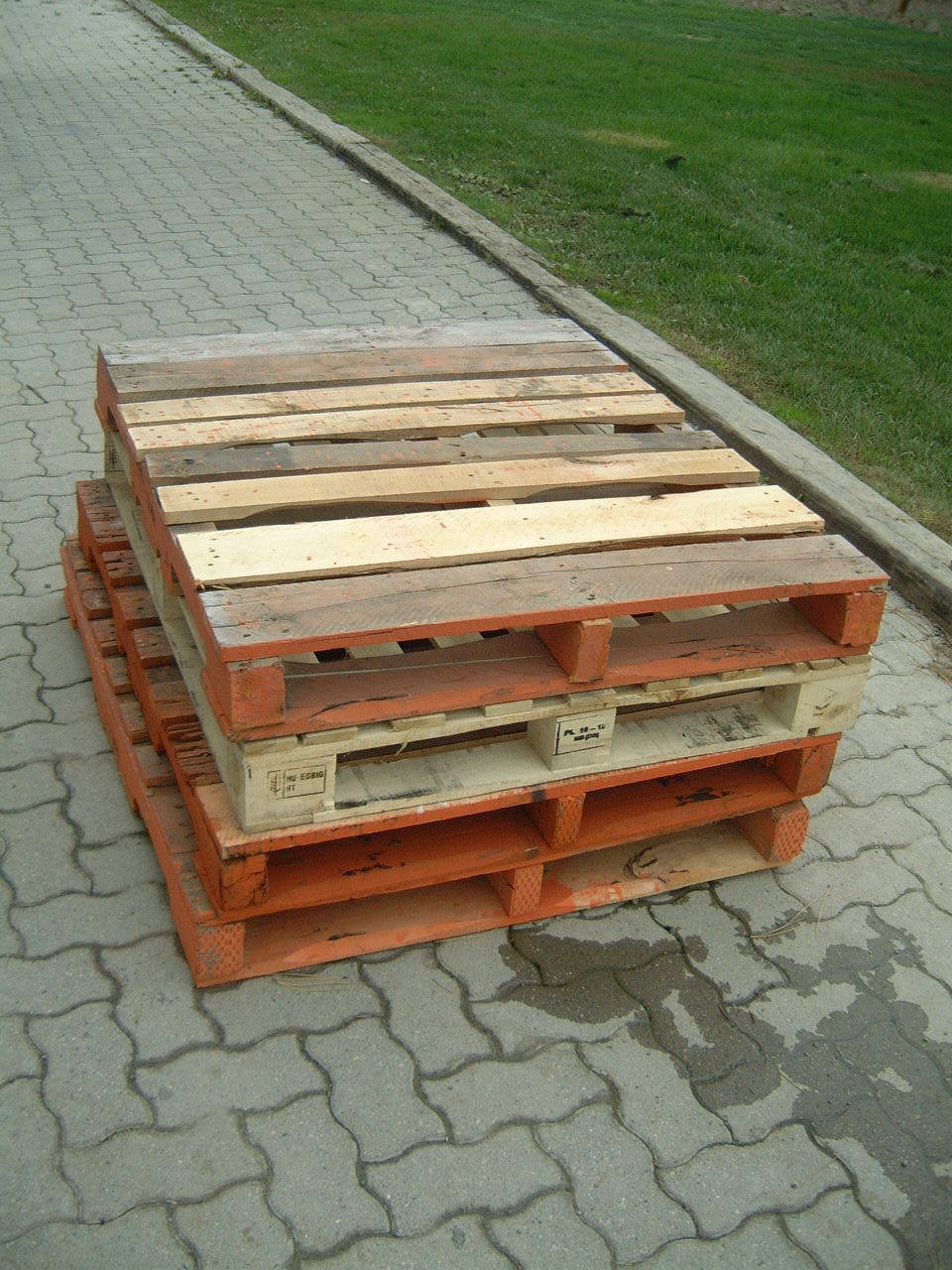
DIN 4102 B2: Madera, combustibilidad normal.
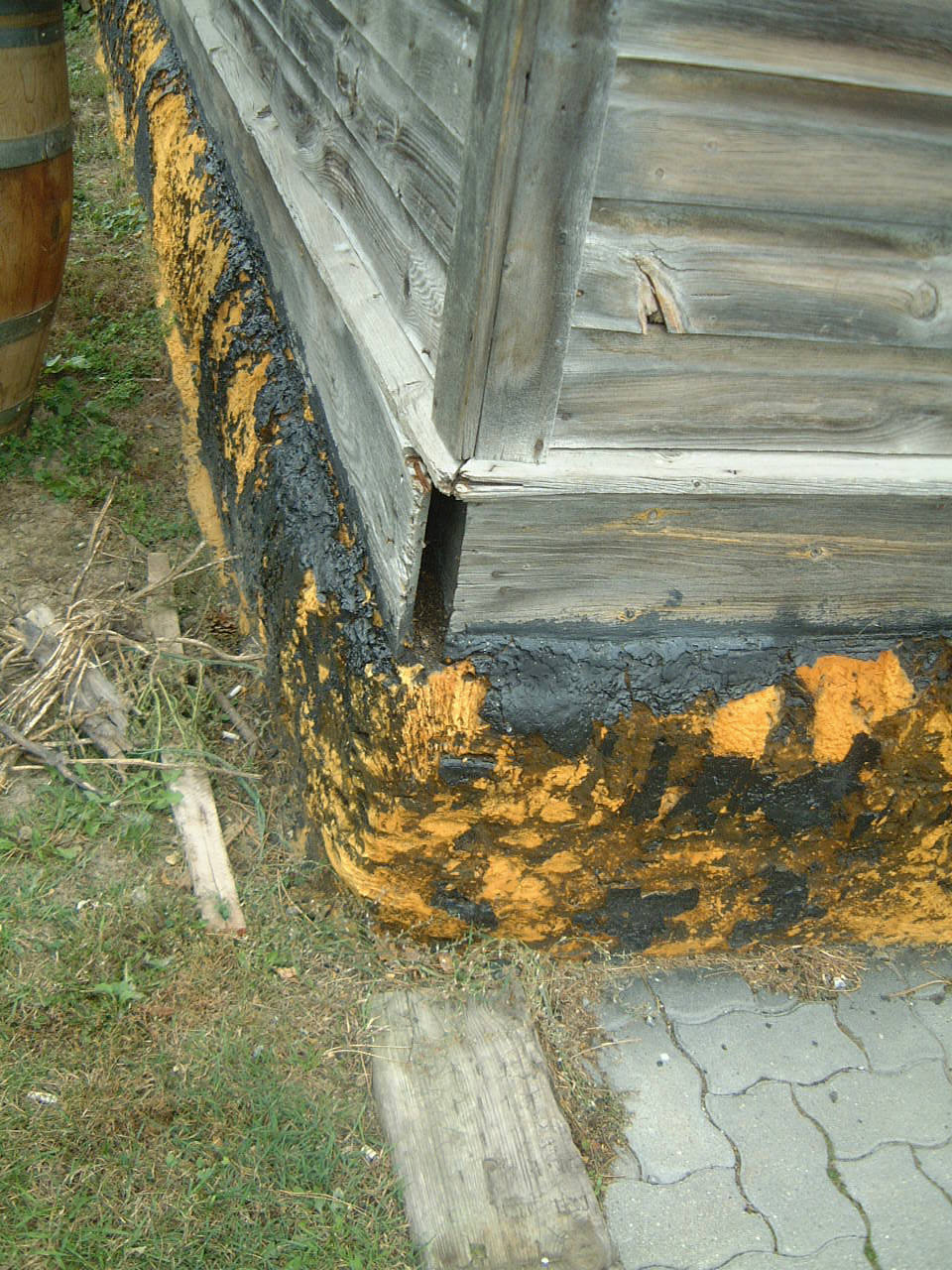
DIN 4102 B3: DIN 4102 B3: Espuma de poliuretano (fácil de inflamar = normalmente muchos enlaces de hidrocarburos)

Los materiales pueden comprobarse para determinar su grado de inflamabilidad y combustibilidad según la norma alemana DIN 4102. DIN 4102, o  británico BS 476, incluyen pruebas de sistemas de protección pasiva contra incendios, así como algunos de sus materiales constituyentes.
| Clasificación | Grado de inflamabilidad                       | Ejemplos                                        |
| ------------- | --------------------------------------------- | ----------------------------------------------- |
| A1            | 100% incombustible ( nicht brennbar )         |                                                 |
| A2            | ≈98% no combustible ( nicht brennbar )        |                                                 |
| B1            | Difícil de encender ( schwer entflammbar )    | Intumescentes y algunas siliconas de alta gama. |
| B2            | Combustibilidad normal                        | madera                                          |
| B3            | Se enciende fácilmente ( leicht entflammbar ) | poliestireno                                    |

Una norma industrial más reciente es la norma europea EN 13501-1 - Clasificación al fuego de productos y elementos de construcción, que reemplaza aproximadamente A2 por A2/B, B1 por C, B2 por D/E y B3 por F.
Los materiales con clasificación B3 o F no se pueden utilizar en la construcción a menos que se combinen con otro material que reduzca la inflamabilidad de esos materiales.